# Astroblepus simonsii
Astroblepus simonsii är en fiskart som först beskrevs av Regan, 1904.  Astroblepus simonsii ingår i släktet Astroblepus och familjen Astroblepidae. Inga underarter finns listade.